# Einsteinhaus Caputh
Ej att förväxla med Einsteinhaus i Bern, Schweiz, Einsteins hem 1903-1905.
Einsteinhaus Caputh är ett sommarhus i närheten av Berlin som tillhört fysikern Albert Einstein (1879-1955).  Huset ligger på Am Waldrand 7 i orten Caputh, Schwielowsees kommun, sex kilometer söder om Potsdam i Brandenburg, Tyskland.
Byggnaden ritades av arkitekten Konrad Wachsmann, på beställning av familjen Einstein, och färdigställdes 1929.  Idag är huset tillgängligt för allmänheten genom guidade visningar.  I Capuths medborgarhus finns en relaterad utställning om Einsteins tid i Berlin och Caputh.

## Historia
Einstein bodde under sin tid i Berlin huvudsakligen på Haberlandstrasse i Schöneberg i centrala Berlin, där ett minnesmärke finns idag, men huset med Einsteins stadsvåning förstördes helt under andra världskriget.
Einstein, som redan under 1920-talet var mycket berömd, hade utlovats ett sommarhus i 50-årspresent 1929 av staden Berlins överborgmästare Gustav Böss.  På grund av svårigheten att hitta ett lämpligt hus, presskriverier och politiska stridigheter omkring gåvan, valde dock Einstein att avböja gåvan.
Senare kom familjen att slutligen köpa en tomt i Caputh, uppe på en höjd i skogsbrynet med utsikt ner mot Templiner See. Einstein lät själv bekosta uppförandet av ett sommarhus, och beställde ett trähus.  Som arkitekt anlitades Konrad Wachsmann på byggfirman Christoph & Unmack AG i Niesky, Sachsen. Wachsmann var en pionjär i Tyskland inom industriella byggmetoder för trähus och huset hör, tillsammans med Dr. Estrichs hus i Jüterbog, till hans tidigaste verk. Som material valdes importerad amerikansk sekvoja och furu från Galizien, vilket invändigt ger huset en rödaktig ton.  Ett annat kännetecken är de många vita franska fönstren.
| ”                       | Segelbåten, utsikten, de ensamma höstpromenaderna, det relativa lugnet, det är ett paradis. | „ |
| – Albert Einstein, 1929 |                                                                                             |   |

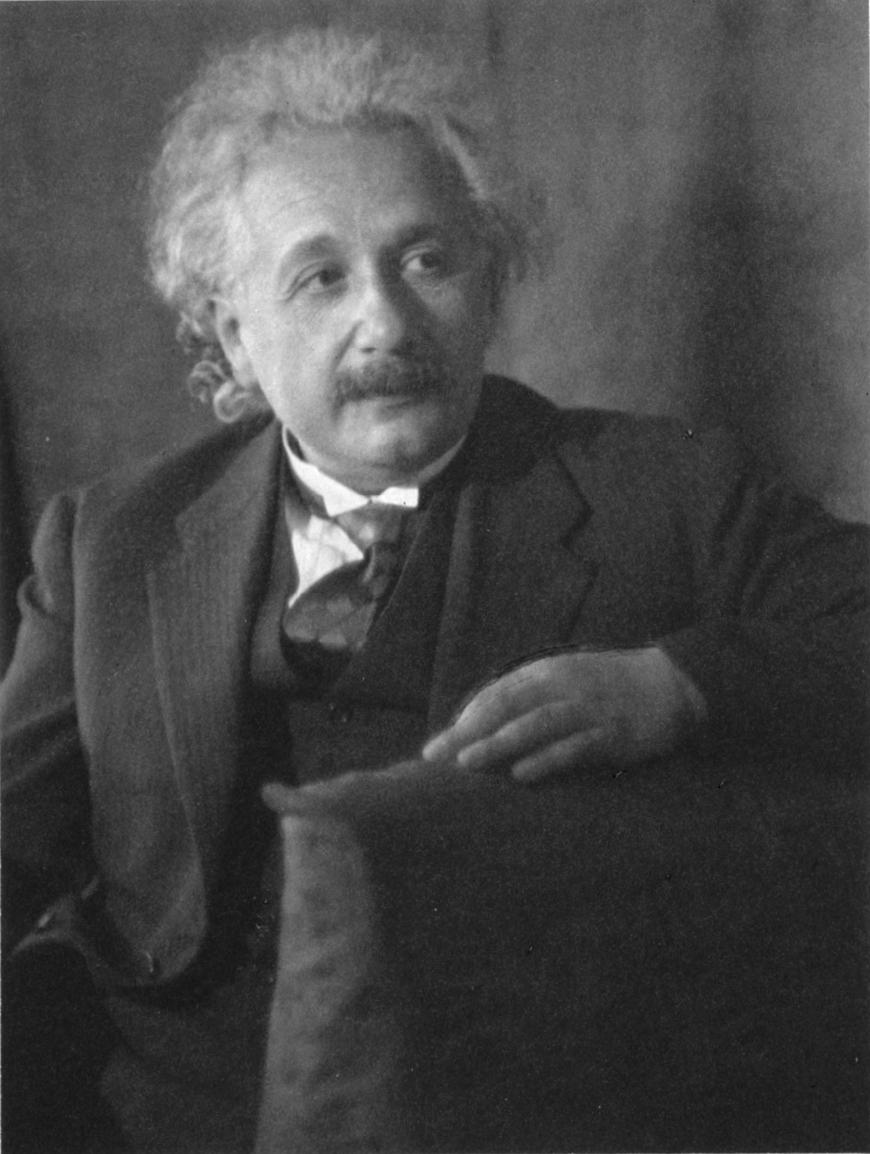
Porträttfoto av Albert Einstein, taget av Doris Ullmann. Dedikationen på baksidan av fotot lyder: "Mrs. Eugenie Meyer till minne av ert besök i Caputh 15 augusti 1931. Albert Einstein."

Einsteins familj tillbringade somrarna 1929-1932 i huset, och Einstein seglade gärna på de närbelägna sjöarna utmed floden Havel.  Han tog också emot många kända fysiker och konstnärsbekanta i huset, bland andra Max Born, Fritz Haber, Otto Hahn, Max Planck, Käthe Kollwitz och Heinrich Mann.
| ”                                       | Kom till Caputh, strunta i världen. | „ |
| – Albert Einstein i ett brev till sonen |                                     |   |

Familjen Einstein flydde till USA under en resa 1933, och huset hyrdes till en början istället ut till ett närbeläget judiskt barnhem.  Huset konfiskerades av Nazityskland 1935 och användes fram till andra världskriget som Kindergarten; under kriget användes det av Wehrmacht.
Efter 1945 kom huset att bebos av en rad hyresgäster.  Det blev slutligen byggnadsminnesmärkt 1978 och renoverades 1979 av Östtysklands vetenskapsakademi.  Sedan dess har huset använts som gästhus och minnesmärke.  Huset genomgick en omfattande renovering 2005.  Originalinredningen är inte bevarad, och huset är därför endast mycket sparsamt möblerat.
Då Einsteins vilja var att huset inte skulle bli museum efter hans död, är huset idag endast tillgängligt för guidade visningar, anordnade genom det lokala medborgarkontoret, och för vetenskapliga arrangemang.  Efter långa juridiska processer omkring återbördandet till Einsteins arvingar ägs huset idag av Hebreiska universitetet i Jerusalem, som även äger större delen av Einsteins efterlämnade dokument.

## Galleri

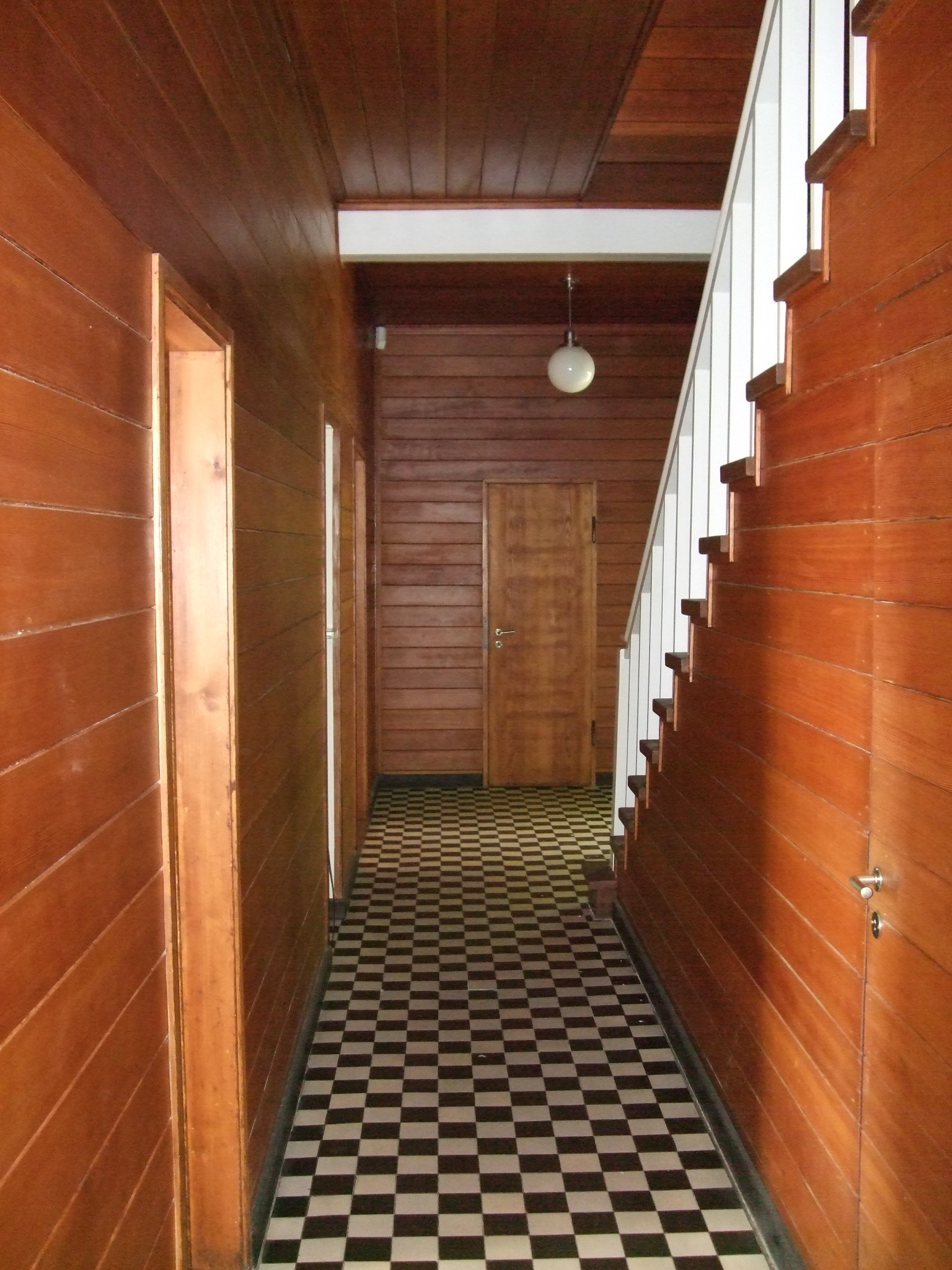
Hallen
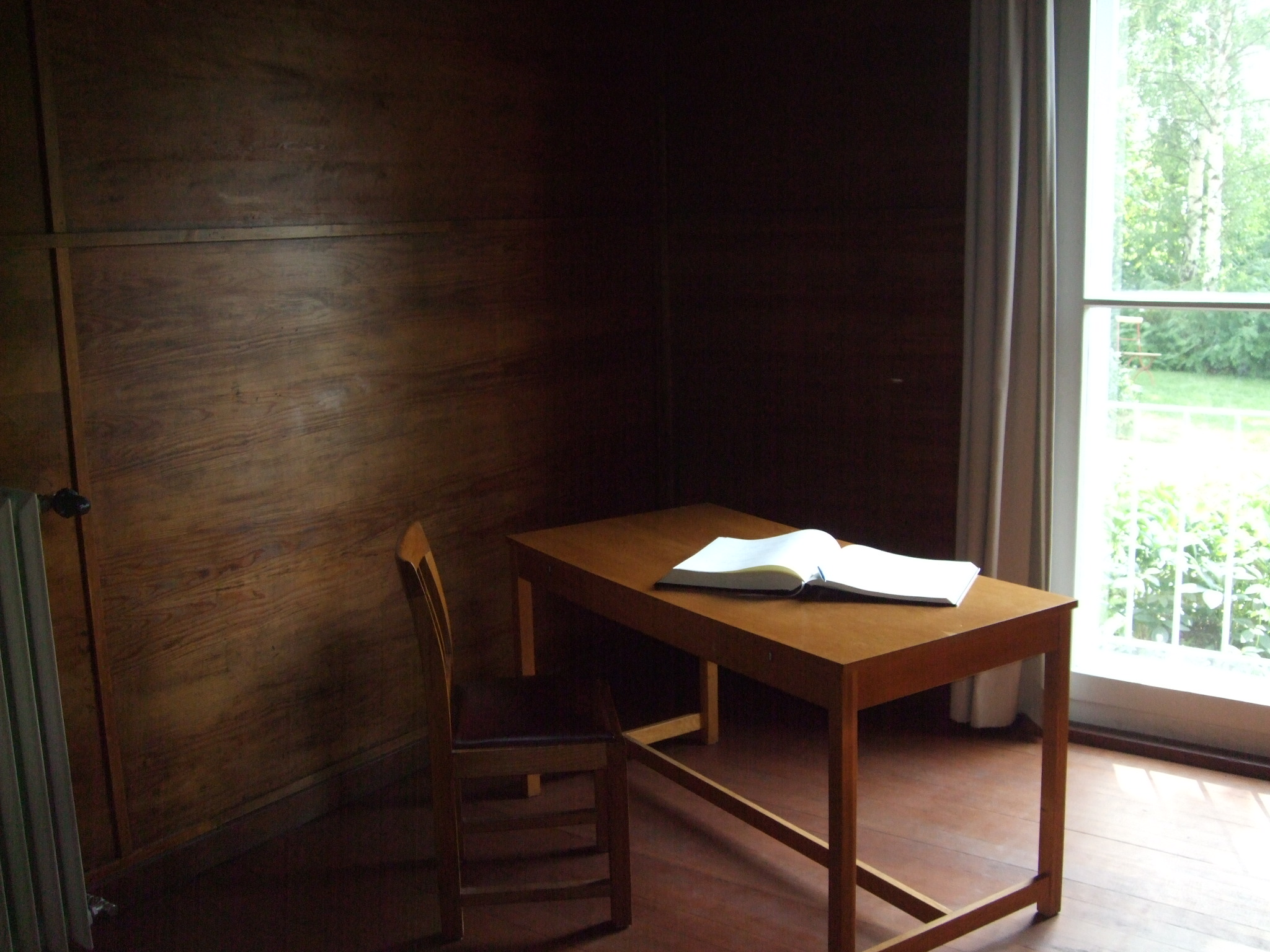
Arbetsrummet
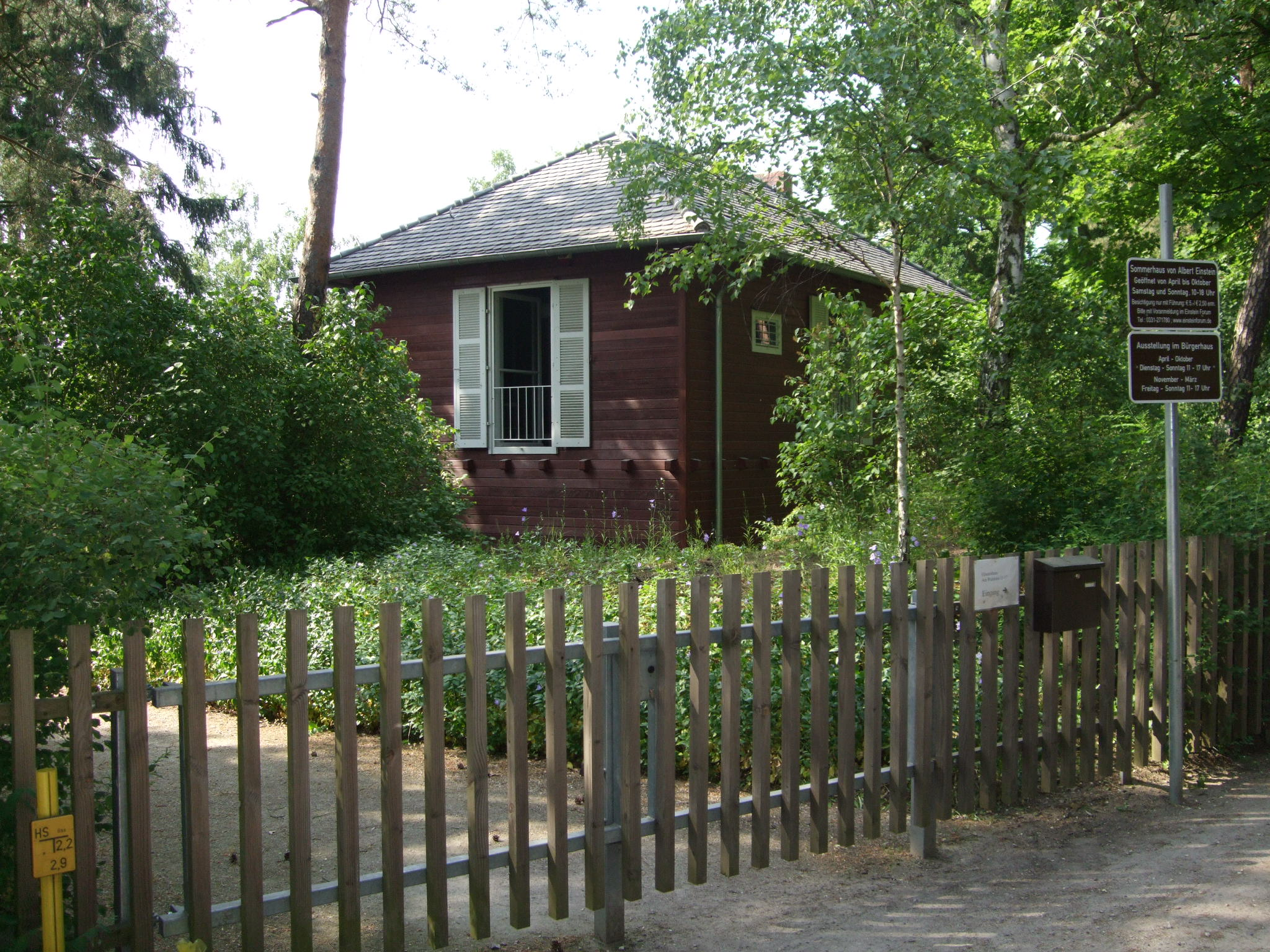
Huset sett från skogssidan